# Лекхім
АТ «Лекхім» — українська група компаній зі штаб-квартирою в місті Київ, яка об'єднує підприємства фармацевтичної галузі.

## Історія
Компанія «Лекхім» заснована у 1992 році. «Лекхім» першою в Україні стала виробляти генеричні лікарські препарати. У 1995 році в Харкові засновано виробниче підприємство «Лекхім-Харків». У 1999 році компанія придбала виробниче підприємство «Технолог» в місті Умань. У 2009 році підприємства «Лекхім», «Лекхім-Харків» та «Технолог» об'єдналися в групу фармацевтичних компаній «Лекхім».

## Постачання вакцин проти COVID-19
У січні 2021 року компанія заявила про наміри щодо реєстрації китайської вакцини виробництва Sinovac Biotech і подальшого виготовлення на заводі в Харкові. 25 березня 2021 року в Україну прибула перша партія препарату кількістю 200 тисяч доз.